# Tùy (họ)
Tùy (tiếng Trung: 隋, bính âm: Suí) là một họ của người Trung Quốc, theo thống kê năm 2006, đây là họ phổ biến thứ 203 tại quốc gia này.
Họ Tùy khởi nguyên từ nước Tùy thời Xuân Thu-Chiến Quốc, người họ Tùy (随) sửa họ thành Tùy (隋).

## Người nổi tiếng
- Tùy Tuấn Ba, nữ diễn viên Trung Quốc.